# Suriname (Koninkrijk der Nederlanden)
Suriname was van 1954 tot 1975 een land binnen het Koninkrijk der Nederlanden. Het land ontstond op 15 december 1954, toen via het Statuut voor het Koninkrijk der Nederlanden de voormalige kolonie Suriname omgevormd werd tot een gelijkwaardig land binnen het Koninkrijk. 
Aan het hoofd stond een minister-president. Als vertegenwoordiger van het Nederlandse staatshoofd was er een gouverneur van Suriname. 
Het land werd opgeheven op 25 november 1975 met de oprichting van de onafhankelijke Republiek Suriname.

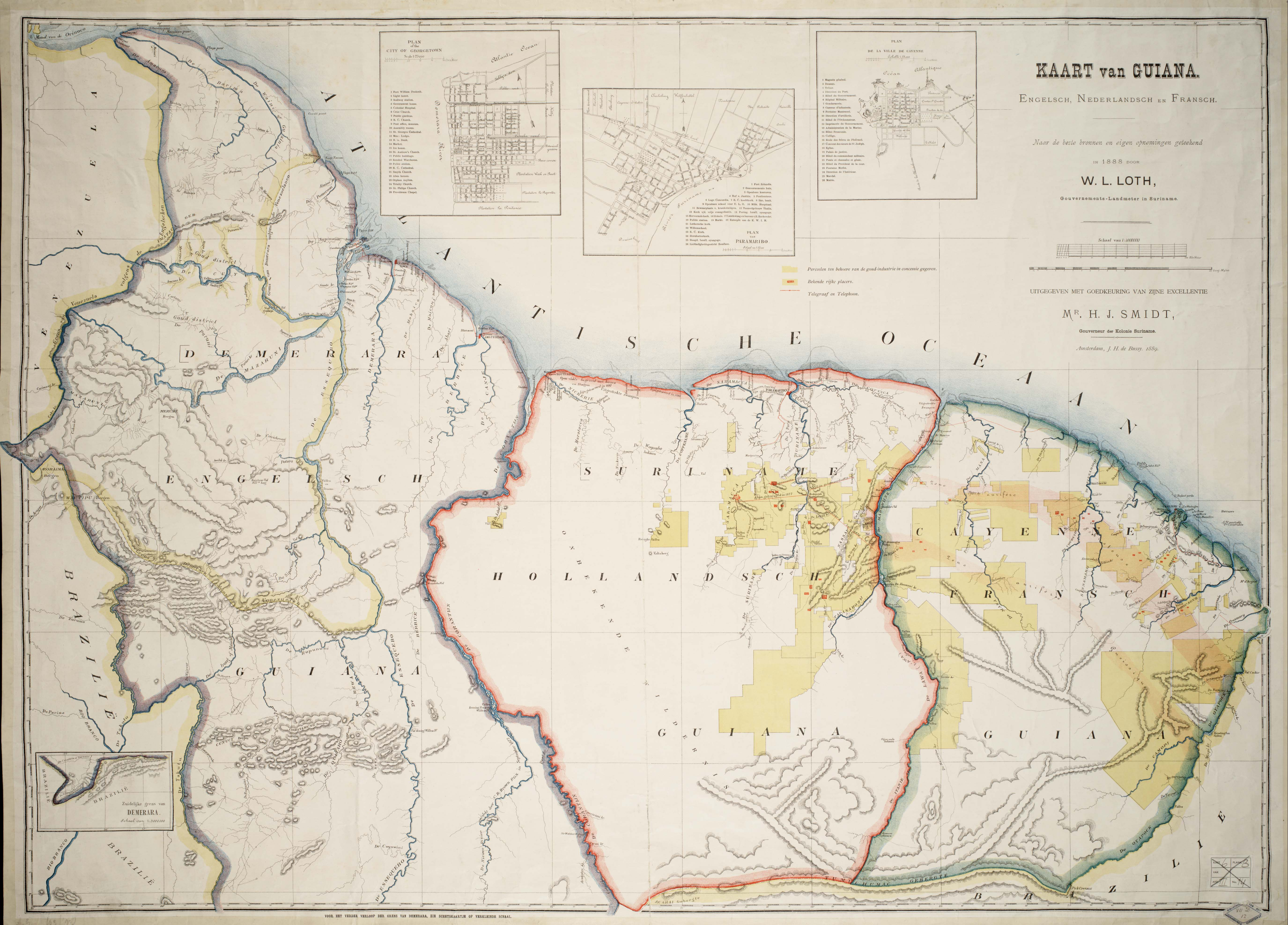
Europese kolonisatie van de Guyana's in 1888 volgens het Nederlandse rijk.